# 샤타단반
샤타단반(산스크리트어: शतधनवन) 또는 샤타다누스(산스크리트어: शतधनुष)는 제8대 마우리아 황제로, 기원전 195년부터 기원전 187년까지 마우리아 제국을 다스렸다.
푸라나에 따르면 그는 데바바르만 마우리아의 후계자로서 8년이라는 짧은 기간 동안 제국을 통치하였으며, 그 후 브리하드라타 마우리아가 그의 자리를 계승하였다.